# Park Wilhelmshöhe
Brdski park Wilhelmshöhe (njemački: Bergpark Wilhelmshöhe) je jedinstven park koji prekriva 2,4 km² brda iznad Kassela u Njemačkoj, što ga čini najvećim brdskim parkom u Europi i drugim po veličini u svijetu. Njegova izgradnja je započela 1696. godine i trajala je oko 150 godina.
God. 2013., park Wilhelmshöhe je upisan na UNESCOv popis mjesta svjetske baštine u Europi kao primjer ideala apsolutističke monarhije i jedinstveno svjedočanstvo estetike baroka i romantizma.

## Povijest
Silazeći u kaskadama niz dugo brdo kojim dominira divovski kip Herkula (monumentalne kopije starorimskog „Farneškog Herkula”), monumentalne fontane Wilhelmshöhea je započeo landgraf (vojvoda) Karel von Hessen-Kassel oko 1689. godine u osi istok-zapad, a razvio ih je talijanski arhitekt Giovanni Francesco Guerniero 1701. god. Akumulacije i kanali za opskrbu vodom Herkulovog spomenika na složenom sustavu hidro-pneumatskih uređaja koji opskrbljuju veliko barokno vodeno kazalište, špilju, fontane i 350-metarsku veliku kaskadu. Pored toga, kanali i vodotoci ispresijecaju os hraneći niz dramatičnih slapova i divljih brzaca, te Veliku fontanu koja poput gejzira iskače 50 metara u vis, te jezero i skrovitih bare koje oživljavaju romantičarski vrt koji je u 18. stoljeću stvorio Carlov praunuk, Wilhelm I., izborni princ Hessena. Neoklasicistički Dvorac Wilhelmshöhe je izgradio 1786. god. arhitekt Simon Louis du Ryhet. U isto vrijeme se krajolik parka promijenio u duhu ideala prosvjetiteljstva, iz baroknog u engleski park. Heinrich Christoph Jussow je tada dizajnirao neke od građevina koje se još mogu pronaći u parku, kao što su umjetne ruine dvorca Löwenburg („Lavlji dvorac”), rimski akvedukt, Teufelsbrücke („Vražji most”) i Höllenteich („Vražja bara”). Jussow je također proširio vodene kaskade s jezercetom fontane, a 1793. godine Karl Steinhöfer je ovdje dodao slap koji je nazvan po njemu „Slap Steinhöfer”.
Od 1807. godine Kassel je bio glavnim gradom Napoleonove Kraljevine Westfalije kojom je kraljevao Napoleonov brat Jérôme Bonaparte. Njegov dvor je, sve do 1813. god., upravo bio Dvorac Wilhelmshöhe kojega je preimenovao u „Napoleonshöhe”. God. 1826., grof Willem II. von Hessen-Kassel je odobrio posljednje veliko proširenje parka, izgradnju Velikog slapa. 
Tijekom Austrijsko-pruskog rata 1866. god. Hessen je stao na stranu Sjevernonjemačkog saveza i nakon njihove pobjede u županiju Hessen-Kassel Pruska je anektirala Vojvodstvo Nassau i slobodni grad Frankfurt, čime je nastala pokrajina Hessen-Nassau (1868. – 1944.) s glavnim gradom Kasselom. Tijekom Francusko-pruskog rata, 1870. god. Napoleon III. je nakon Bitke kod Sedana nakratko osvojio i Dvorac Wilhelmshöhe. God. 1899., Vilim II., njemački car, je odabrao Dvorac Wilhelmshöhe za svoju ljetnu rezidenciju, te je sljedeća dva desetljeća ovaj dvorac bio središtem političkog života Njemačke.
U duhu Ostpolitika (normalizacije odnosa SR Njemačke s istočnim susjedima), 1972. god. Dvorac Wilhelmshöhe je bio mjesto pregovora kancelara SR Njemačke, Willyja Brandta, i premijera DDR-a, Willija Stopha. Tijekom 20. stoljeća park je nekoliko puta obnavljan, ali je održan njegov izvorni izgled.

## Odlike
Herkulov spomenik je središnji dio parka i najpoznatija znamenitost Kassela. Izvorno nije bilo planirano da na vrhu oktogonalne građevine stoji figura Herkula i on je odobren tek 1713. god. Kaskadu koja se spušta od vrha brda prema Dvorcu Wilhelmshöhe napaja veliki rezervoar vode na suprotnoj strani šume Habichtswaldes, a sastoji se od velikih kaskada izgrađenih od dvije vrste lokalnog kamena, bazalta bi tufa.
Dvorac Wilhelmshöhe iz 18. stoljeća je obnovljen 1815. godine i svojim namještajem, keramikom, porculanom i staklom savršeno odražava promjene u načinu ladanjskog života od 1760-ih do 1830-ih, od baroka do romantizma. God. 1955., dvorac je pretvoren u muzej čija je kolekcija veoma bogata i uključuje mnoge antičke starine, te važnu kolekciju slika iz 16. i 17. stoljeća umjetnika kao što su: Albrecht Altdorfer, Albrecht Dürer, Titian, Frans Hals, Rubens i drugu najveću kolekciju slika Rembrandta na svijetu.
Löwenburg (1793. – 1806.), umjetna ruina srednjovjekovnog dvorca s odlikama mnogih europskih dvoraca, je posebna atrakcija parka, a u njoj je danas muzej starog oružja i porculana.
Vražji most natkriva protok slapa i njegove kaskade koje se strmoglavljuju u deset metara dubok Vražji bazen, a djelo su velikog pejzažnog arhitekta Heinricha Christopha Jussowa (1792. – 93.). Još jedno njegovo djelo je umjetna ruina rimskog akvedukta s 14 lukova koji nose vodu od Vražjeg mosta i s čijeg kraja voda pada 43 m u klanac, naizgled uokviren kamenjem s ruševina akvedukta. Jussow je autor i Velike fontane (1758. – 91.) koja se sastoji od jezera u čijem središtu se poput gejzira voda uzdiže u 52 m visokom vodenom stupu.
Slap Steinhöfer je veliki romantičarski umjetni slap izgrađen na gotovo okomitoj nazubljenoj litici, okružen gustom visokom šumom.
- Središnja kaskada s Herkulovim spomenikom
- Dvorac Wilhelmshoehe iza Velikog jezera
- Velika fontana
- „Vražji most”
- Akvedukt-slap
- Bergpark: Wasserkunst